# Mihail al V-lea Călăfătuitorul
Mihail al V-lea Călăfătuitorul (greacă Μιχαήλ Ε΄ Καλαφάτης, Mikhaēl V Kalaphatēs), (n. 1015, Paflagonia, Imperiul Roman de Răsărit – d. 24 august 1042, Monastery of Stoudios⁠(d), Imperiul Otoman, Imperiul Roman de Răsărit) a fost un împărat bizantin timp de 4 luni în perioada 1041 - 1042, ca nepot și succesor al împăratului Mihail al IV-lea și ca fiu adoptiv al soției acestuia, împărăteasa Zoe.
1. ↑  Michael V, Find a Grave, accesat în 9 octombrie 2017